# Chvrches
I Chvrches (pronunciato come l'inglese churches [tʃɜrtʃɪz], stilizzato CHVRCHES o CHVRCHΞS) sono un gruppo musicale scozzese formatosi nel 2011. I membri sono Lauren Mayberry, Iain Cook e Martin Doherty.
Il genere musicale dei Chvrches di solito è definito come synth pop e dance pop, anche se vengono spesso accostati alla scena indie più recente. Sono stati inseriti quinti nella classifica di BBC Sound of 2013, lista dei più promettenti talenti musicali del 2013. Nel marzo 2013 hanno pubblicato Recover EP, mentre il loro album di debutto The Bones of What You Believe è uscito il 20 settembre 2013.

## Storia del gruppo

### Gli inizi (2011-2012)
Prima di formare i Chvrches, Iain Cook (nato nel 1974) faceva parte degli Aereogramme e degli The Unwinding Hours. Inoltre scriveva musica per film e televisione. Martin Doherty collaborava dal vivo con i The Twilight Sad. Lauren Mayberry (nata nel 1987) ha una laurea in legge e un master in giornalismo. Suona il pianoforte sin da bambina, dai 15 ai 22 anni ha suonato la batteria in diversi gruppi, come i Boyfriend/Girlfriend e i Blue Sky Archives. Successivamente si dedicherà al canto e alla tastiera.
Cook nel settembre 2011 produce un EP per i Blue Sky Archives ed inizia un progetto con Doherty e Mayberry. Dopo aver scritto insieme per circa otto mesi a Glasgow, decidono di costituirsi come gruppo scegliendo il nome "Chvrches" (la "u" scritta come "v" in latino viene scelta per facilitare le ricerche del gruppo sul web). Nel maggio 2012 la band pubblica il brano Lies per il download gratuito dalla Neon Gold. Il 5 novembre 2012 viene pubblicato il primo singolo ufficiale, The Mother We Share.

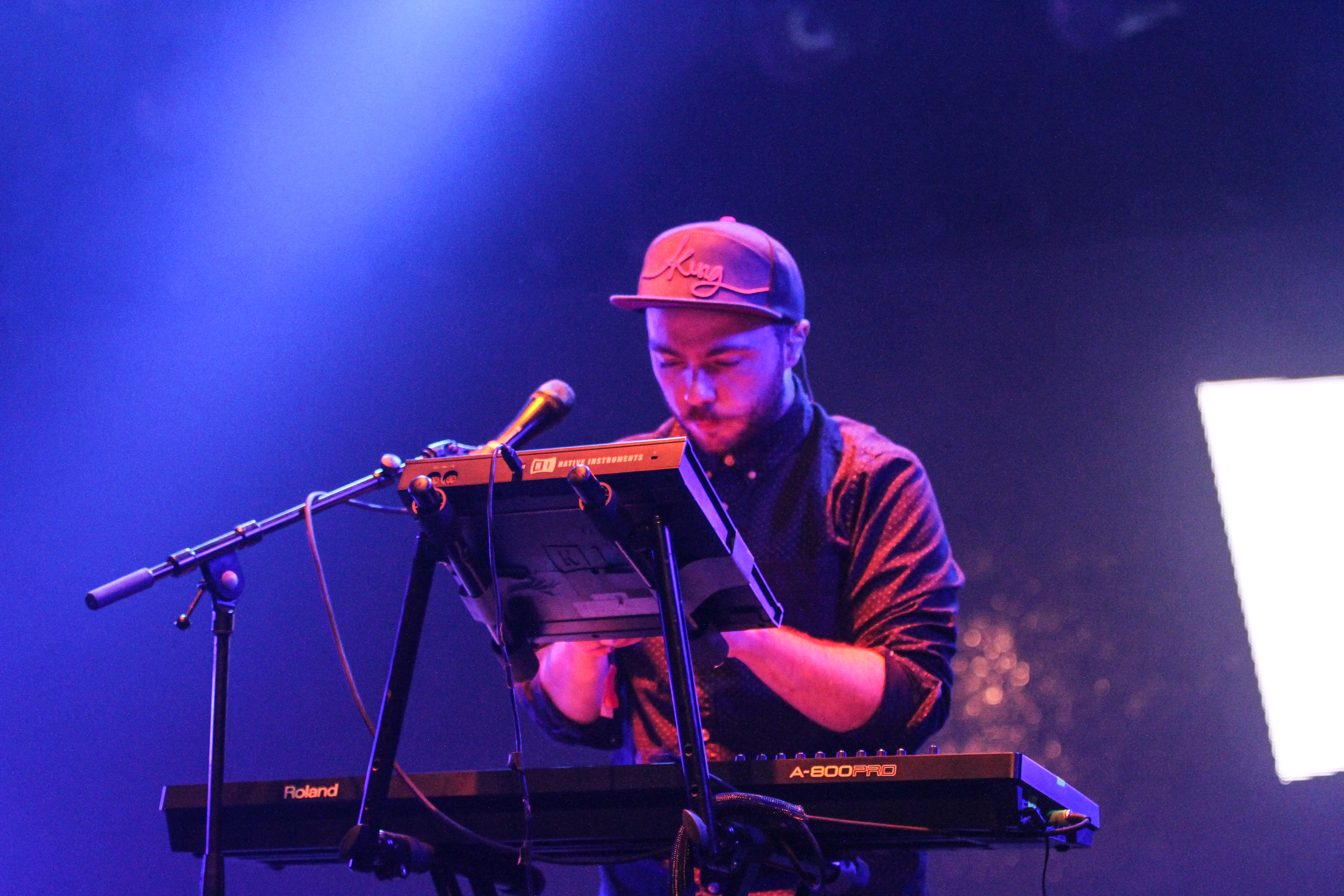
Martin Doherty nel 2013

Lies si piazza al 28º posto nella classifica di NME delle migliori canzoni del 2012. The Mother We Share è la numero 51 secondo la classifica del The Huffington Post Top 52 Songs of 2012 e come già detto la band è al quinto posto nella classifica BBC Sound of 2013 per i nuovi talenti.

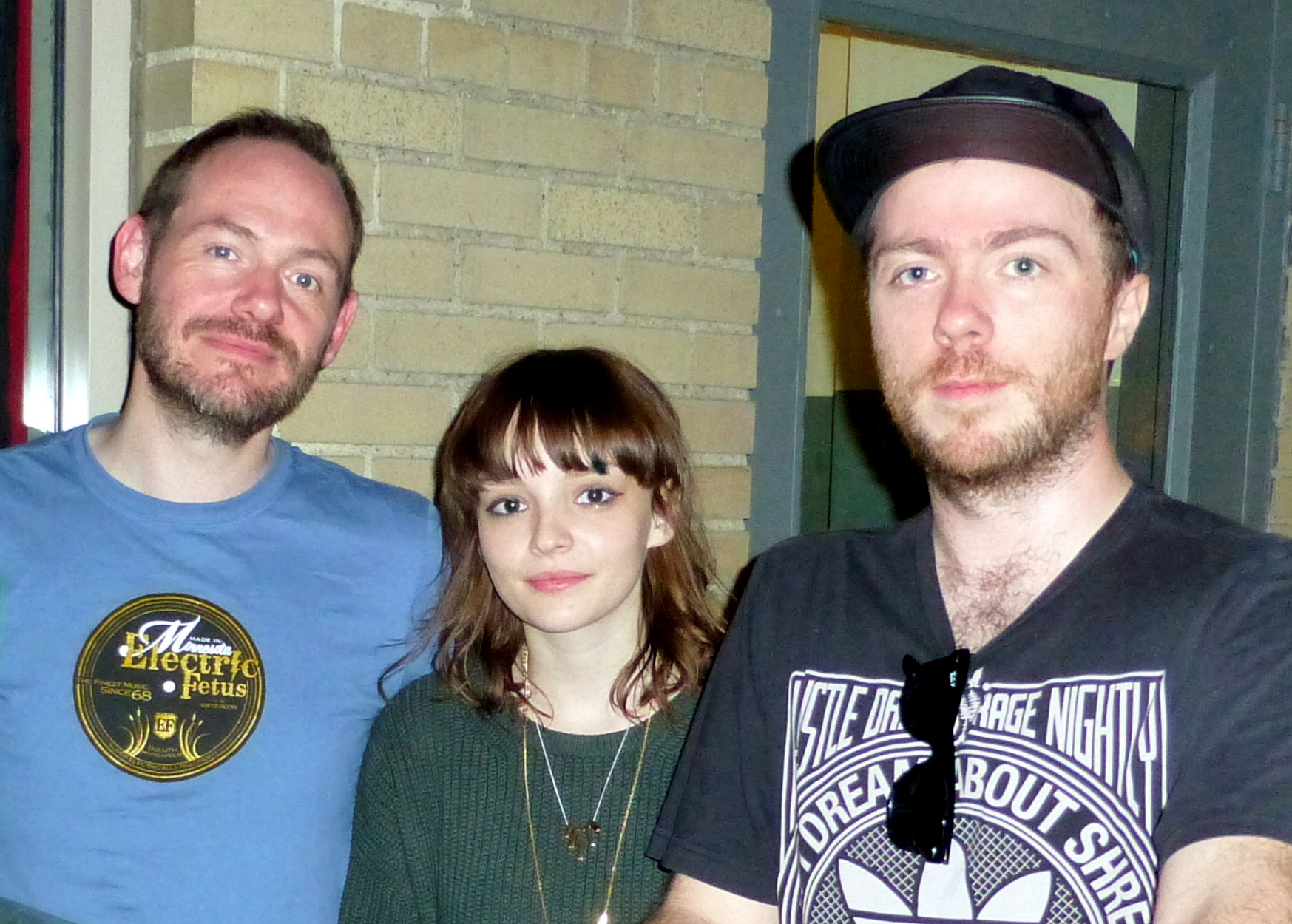
I Chvrches nel 2014

### The Bones of What You Believe(2013-2014)
A metà gennaio 2013 viene annunciato la firma di un contratto discografico tra i Chvrches e l'etichetta indipendente Glassnote Records. Il gruppo si esibisce dal vivo in apertura ai Passion Pit. Il 6 febbraio seguente viene pubblicato il singolo Recover, seguito in marzo dall'EP omonimo, che viene diffuso in Inghilterra da Virgin/Goodbye e negli Stati Uniti dalla Glassnote. Il 13 marzo 2013 il gruppo si esibisce al SXSW Festival. Il 19 giugno i Chvrches hanno debuttato nella TV statunitense al Late Night with Jimmy Fallon dove hanno suonato The Mother We Share. Il 15 luglio seguente viene pubblicato il singolo Gun. Sempre in luglio, la band apre per i Depeche Mode in quattro date del loro The Delta Machine Tour.
Il 20 settembre 2013 il gruppo pubblica il suo disco d'esordio, intitolato The Bones of What You Believe. La canzone We Sink viene inserita nella colonna sonora del videogioco FIFA 14. Il 14 gennaio 2014 è stato annunciato che la band avrebbe fatto una cover del brano dei Bauhaus Bela Lugosi's Dead per i titoli di chiusura del film Vampire Academy. Il 14 febbraio durante il programma Like A Version dell'emittente australiana Triple J, eseguono una cover di Do I Wanna Know? degli Arctic Monkeys. Il 17 febbraio 2014 i Chvrches pubblicano un videoclip di Recover, in cui compaiono riprese dal loro tour statunitense.

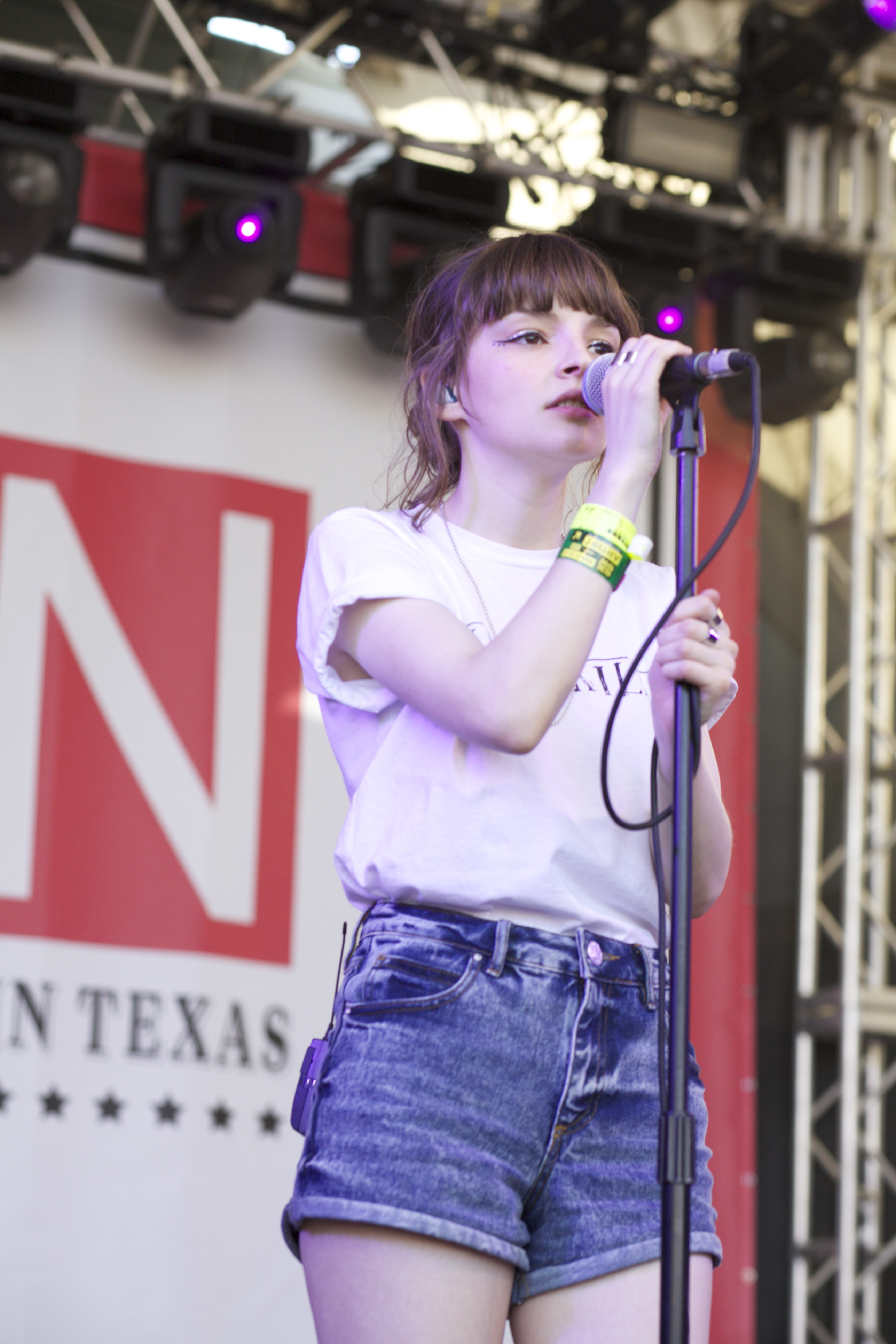
Lauren Mayberry in concerto nel 2013

### Every Open Eye(2015-2016)
Nel dicembre del 2014 il gruppo comunica tramite i canali Facebook e Twitter che inizieranno i lavori per il prossimo album nel gennaio 2015. Every Open Eye, questo il titolo del nuovo disco, viene pubblicato il 25 settembre 2015. Viene ripubblicato nel luglio 2016 in un'edizione estesa contenente, tra le numerose tracce bonus, un rifacimento del brano Bury It con la cantante dei Paramore Hayley Williams e il singolo Warning Call, utilizzato in un video promozionale del videogioco Mirror's Edge Catalyst.

### Love Is Dead(2017-2019)
Nel febbraio 2017 la cantante Lauren Mayberry annuncia con una foto su Instagram che il gruppo è al lavoro a un terzo album di inediti. Love Is Dead, questo il titolo del disco, viene registrato con il produttore statunitense Greg Kurstin, famoso per aver lavorato con artisti pop come Adele e Sia, ma anche con artisti rock come Beck, Liam Gallagher e Foo Fighters. Il 31 gennaio 2018 viene pubblicato il nuovo singolo Get Out, seguito da My Enemy, brano pubblicato il 28 febbraio e che vede la collaborazione del cantante dei The National Matt Berninger. Seguono rispettivamente a marzo e ad aprile altri due singoli, Never Say Die e Miracle. Tutti e quattro singoli sono estratti da Love Is Dead, che verrà pubblicato il 28 maggio da parte della Virgin Records.
Il 3 agosto 2018 viene pubblicato un singolo inedito, realizzato con il trio giapponese Wednesday Campanella, intitolato Out of My Head.
Sempre nel 2018, a sostegno del loro terzo sforzo in studio, il gruppo ha registrato una sessione dal vivo per la serie "Spotify Singles" a New York City. Rimuovendo le cose dal loro solito suono elettronico, la band ha optato per il pianoforte e la strumentazione organica su una rielaborazione del singolo principale "Get Out". Per la loro copertina, hanno offerto un'emozionante interpretazione della traccia di Rihanna del 2013, "Stay".
L'8 marzo 2019 in collaborazione con l'artista statunitense "Marshmello" rilasciano un nuovo singolo chiamato "Here With Me".
Sempre nello stesso anno, la band partecipa alla registrazione della colonna sonora del videogioco "Death Stranding" realizzato dal celeberrimo Hideo Kojima, il quale afferma di essere un grande fan del trio scozzese. "Ha detto che lo ha fatto piangere", dice Iain a Radio 1 Newsbeat, mentre Martin dichiara: "Voleva che scrivessimo una canzone nel nostro stile, qualcosa che fosse la quintessenza della canzone dei Chvrches." Non è la prima volta che la band scrive canzoni per un gioco, ma il processo è stato molto diverso per questa traccia, "È stato davvero importante immergersi nell'atmosfera del gioco e avere un'idea di come appariva e di come si sentiva", dice Iain. "Quando siamo andati a scrivere, è successo abbastanza rapidamente e in modo del tutto naturale".
Il 3 aprile 2020, durante le misure restrittive dovute alla pandemia mondiale da coronavirus, la band rilancia in una versione alternativa la traccia "Forever" dall'album "Love is Dead", chiamandola "Forever (Separate But Together)"  ovvero "Separati ma insieme", facendo così riferimento al distanziamento sociale provocato dal virus. In merito a questa iniziativa la cantante Lauren Mayberry ha dichiarato: "volevamo trovare qualcosa di divertente da fare con la canzone quando non potevamo essere tutti nello stesso posto, quindi Iain e Martin hanno avuto l'idea di registrare una versione essenziale e reinterpretata."

### Screen Violence(2021-presente)
I Chvrches iniziano a lavorare al loro quarto album, noto inizialmente con il titolo provvisorio di CHV4 (ovvero CHVRCHES 4), nel febbraio 2020. Martin Doherty e Lauren Mayberry hanno lavorato all'album da Los Angeles mentre Iain Cook ha lavorato all'album da Glasgow.
Il 15 marzo 2021 la band pubblica sui suoi profili social un'immagine con scritto Help ("Aiuto") , inserendo in descrizione una domanda: "Ciao amici. È passato un po' di tempo. Guardando negli archivi e rendendosi conto di quanto siano oscuri e profondi alcuni dei nostri pezzi, quali sono le tue prime cinque tracce "sinistre" dei CHVRCHES?" Quattro giorni dopo aver pubblicato il post, il 19 marzo 2021, la band pubblica un EP chiamato In Search of Darkness contenente sei tracce: Science/Visions, Tether, Broken Bones, Bury It, Never Say Die e Death Stranding.
Il 18 aprile 2021, i Chvrches hanno annunciato il primo singolo del quarto album, He Said She Said, che è stato poi presentato in anteprima su BBC Radio 1 il 19 aprile. Quattro giorni dopo, il 22 aprile, è stato pubblicato il video ufficiale dell'omonimo singolo.

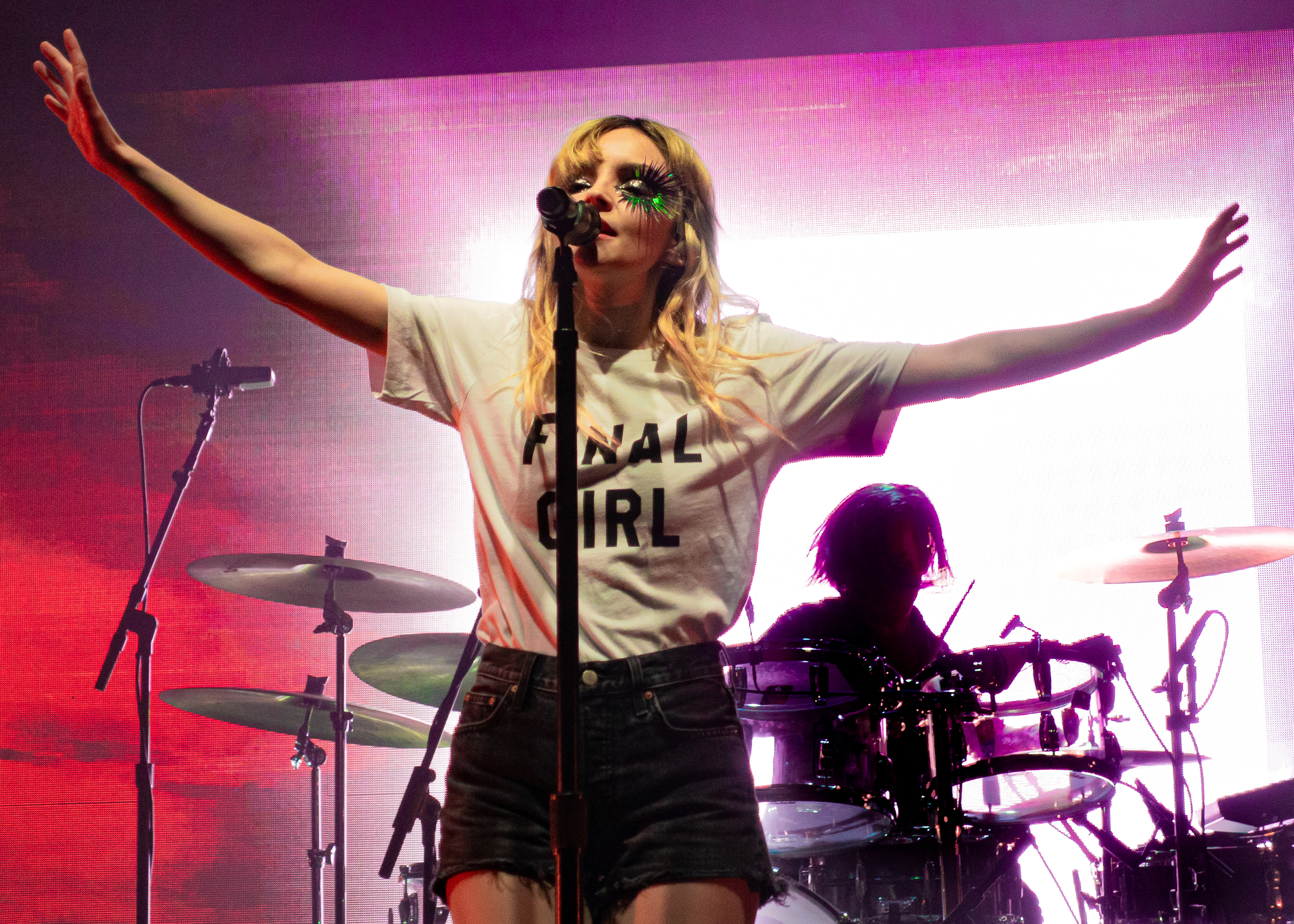
I Chvrches in concerto a Hollywood nel 2021

Il 1º giugno la band ha pubblicato la locandina del secondo singolo estratto dall'album, dal titolo How Not To Drown, realizzato in collaborazione con Robert Smith, pubblicato il giorno successivo, mentre il video musicale è stato pubblicato il 3 giugno. Sempre lo stesso giorno, la band ha annunciato il titolo del nuovo album, Screen Violence, che originariamente era stato pensato come nome della band, in uscita il 27 agosto 2021.
il 12 luglio la band pubblica Good Girls. Il nuovo estratto preannuncia il tono caratterizzante del nuovo disco con un testo tagliente e un'invettiva sugli ideali misogini della società odierna. La cantante Lauren Mayberry parlando del brano dichiara: "Le donne devono costantemente giustificare il loro diritto di esistere e negoziare per il proprio spazio. Ci è stato detto che le cose cattive non accadono alle brave ragazze e che se cerchi di adattarti all'ideale, mantenerti umile, prudente e gradevole, starai bene. Ma questo non è assolutamente vero, c***o". Il nuovo singolo è accompagnato da un video, diretto da Scott Kiernan, che completa la trilogia di visual introdotta da He Said She Said e How not to Drown.
Il 6 agosto 2021 vengono pubblicati due remix, Good Girls e Turning the Bones da parte del regista John Carpenter.
Il 13 agosto i CHVRCHES pubblicano una cover del brano The Killing Moon degli Echo & the Bunnymen, gruppo musicale britannico post-punk del 1978.
Il 25 agosto la band si esibisce al The Tonight Show starring Jimmy Fallon, dove hanno suonato Good Girls.
Il 27 agosto 2021 viene pubblicato l'album Screen Violence.

## Formazione
- Lauren Mayberry – voce, sintetizzatore, batteria, percussioni (2011-presente)
- Martin Doherty – sintetizzatore, campionatore, voce secondaria (2011-presente)
- Iain Cook – sintetizzatore, tastiera, chitarra, basso, cori (2011-presente)

Turnisti
- Jonny Scott – batteria, percussioni (2018-presente)

## Discografia

### Album in studio
- 2013 – The Bones of What You Believe
- 2015 – Every Open Eye
- 2018 – Love Is Dead
- 2021 – Screen Violence

### EP
- 2013 – Recover EP
- 2013 – EP
- 2014 – Under the Tide EP
- 2016 – Spotify Sessions
- 2018 – Hansa Session
- 2021 – In Search of Darkness